# Folkmordet i Rwanda
Folkmordet i Rwanda var ett folkmord som begicks på mer än 800 000 människor av folkgruppen tutsier och de hutuer som motsatte sig folkmordet. Det pågick från den 7 april till den 15 juli 1994. De ansvariga för detta folkmord anses främst ha varit hutuer, ledda av det ultranationalistiska regeringspartiet MRND, och hutunationalistiska milisgrupper som stöddes av ledande personer inom regeringen och militären.
FN och länderna i västvärlden har fått hård kritik för sitt agerande under folkmordet. FN:s närvaro i landet var minimal redan från början och i takt med att våldsamheterna i landet eskalerade och trots att FN var väl medvetna om vad som pågick i landet skickades militärpersonal tillbaka. Den europeiska militär som skickades dit hade bara till uppdrag att föra sina landsmän ut ur landet för att sedan även själva dra sig tillbaka.

## Bakgrund
Rwanda är en av få stater i Afrika som nästan helt följer sina ursprungliga gränser. Kungariket Rwanda, kontrollerat av en kungafamilj av tutsietnicitet, styrde regionen så långt tillbaka som historien är dokumenterad. Medan de övre klasserna i detta samhälle till största delen bestod av tutsier var det ingen total etnisk uppdelning utan det fanns även hutuer som var hövdingar och adelsmän och kungen hade även ett inflytelserikt råd som enbart bestod av hutuer. Majoriteten av tutsierna, som utgjorde 15–18  procent av befolkningen, var bönder, så även de flesta hutuer även om dessa i större utsträckning drabbades av marginalisering och tvångsarbete.

### Kolonialtiden
Området koloniserades först av tyskar år 1894 och blev en perifer del av Tyska Östafrika. Belgien tilldelades efter första världskriget delar av Tysklands gamla kolonier, däribland mandatområdet Ruanda-Urundi. Belgarna hade en tendens att förvärra de etniska motsättningarna, bland annat genom att omvandla eliten från att ha bestått av till största delen tutsier till att bestå exklusivt av tutsier. De två etniska grupperna är egentligen till största delen lika varandra – de talar samma språk, bor på samma områden och följer samma traditioner. Men när de belgiska kolonisatörerna anlände år 1916 sågs de två grupperna som åtskilda raser, de tillverkade till och med identitetskort som klassificerade människor beroende på etnisk tillhörighet. Inspirerad av dåtida europeisk raslära ansåg belgarna att tutsierna hade ett närmare släktskap med den vita rasen och därför var överlägsna hutuerna. Med tanken om en sådan rashierarki som grund förstärkte belgarna successivt tutsiernas maktposition i Rwanda och under decennierna som följde kom en liten rik tutsiminoritet med belgiskt stöd att enväldigt styra landet och våldsamt slå ner alla försök till resningar bland hutuerna. Tutsierna åtnjöt flera privilegier i kolonialsamhället såsom bättre jobb och utbildningsmöjligheter. Men under efterkrigstiden tilltog det ökade motståndet från hutufolket mot de rådande samhällsnormerna vilket gjorde det allt svårare för Belgien att upprätthålla det gamla kolonialstyret. Till slut tvingades man ge upp Rwanda, som blev helt självständigt 1962. Denna ingrodda rasism som fått gro fritt under kolonialtiden omvändes i och med självständigheten då hutumajoriteten började se tutsierna som främmande inkräktare och inte riktiga rwandier.
Belgien kontrollerade både Rwanda och det som nu är grannlandet Burundi från slutet av första världskriget till självständigheten 1962. Det var dock ingen belgisk koloni. Belgiens styre i Rwanda, Burundi och Belgiska Kongo var fläckat av brutalitet och inkompetens. Många har beskyllt det belgiska systemet för att ha lämnat sina besittningar och förvaltningsområden helt oförberedda för självständighet, och alla tre länderna har haft en våldsam och ledsam historia sedan sin självständighet. Den brittiskstyrda delen av Stora sjöarna i västra Tanzania och Uganda har exempelvis inte upplevt samma våldsamhet.

### Från kolonisation till självständighet
Det hutunationalistiska partiet PARMEHUTU tog makten genom valet 1959. Partiet satsade medvetet på att göra förhållandena bättre för hutuerna. De ökade etniska motsättningarna ledde 1959 till att 20 000 tutsier dödades och 300 000 tvingades fly landet. Efter självständigheten inrättade PARMEHUTU en enpartistat som byggde på partiets hutunationalistiska ideologi. De etniska motsättningarna fortsatte, och även 1964 och 1974 dödades ett stort antal tutsier.

## Förspelet till folkmordet i Rwanda
1990 bildades den tutsidominerade rebellgruppen Rwandas patriotiska front, RPF, av tutsier som levde i exil i Uganda. RPF leddes av Paul Kagame och krävde rättigheter för tutsierna i Rwanda, och rätten för flyktingarna att återvända. Den 1 oktober 1990 invaderade RPF-styrkor Rwanda från sina baser i Uganda och ett blodigt inbördeskrig bröt ut.
Den rwandiska regeringen hävdade att RPF ville att tutsierna skulle återta makten i landet och svarade med att trappa upp förtrycket av de tutsier som fortfarande levde i Rwanda. Presidenten Juvénal Habyarimana, hårt kritiserad i både de egna leden och av det internationella samfundet för en utbredd korruption och en vanskött ekonomi, såg RPF:s invasion som ett gyllene tillfälle att ena Rwandas allt mer splittrade hutu-befolkning och använde sig av hatet mot tutsierna för att öka sin egen popularitet.  
Inbördeskriget mellan RPF och regeringen pågick i nästan två år. Det internationella samfundet fruktade ett folkmord och initierade fredssamtal mellan gerillan och regeringen. I augusti 1993 undertecknades ett fredsavtal mellan parterna. Under tiden eskalerade den hutunationalistiska retoriken allt mer, starkt underblåst av regimen. Ett redskap som de extrema hutunationalisterna använde var radio. Radiostationer, som ägdes av uppsatta personer inom regeringen, sände nedsättande saker riktade mot tutsier. Den radiopropaganda som fördes av hutuerna har jämförts med nazisternas propaganda under 1930-talet. Tutsierna jämfördes i radioprogrammen ofta med kackerlackor och budskapet var att man var tvungen att döda kackerlackorna innan de tagit över hela huset. Den musik som spelades var ofta modern etno-pop men budskapet i låtarna var ofta blodtörstigt och riktat mot tutsierna.
Regeringsföreträdare och högt uppsatta militärer stödde också växande milisgrupper som Interahamwe, som beväpnade sig inför det kommande folkmordet. Det var under denna oroliga period som idén om en fullskalig etnisk rensning på landets tutsier började ta form bland huturegimens företrädare och inom den rwandiska armén. Det finns gott om bevis för att folkmordet var väl planerat och noggrant organiserat. När dödandet inleddes hade milisgrupperna omkring 30 000 medlemmar.
Till en början hade huturegimen stöd av såväl västvärlden som av Romersk-katolska kyrkan i Rwanda. Men ganska snart började omvärldens kritik mot president Habyarimana och huturegimen tillta i styrka och 1993 tvingades presidenten till förhandlingsbordet (i augusti samma år hade ett fredsavtal förhandlats fram mellan regimen och RPF). FN bildade den fredsbevarande styrkan UNAMIR som skickades till landet för att se till att vapenvilan respekterades av båda sidor, styrkan var dock inte särskilt stor utan skulle mest bara finnas på plats som en buffert mellan de båda sidorna i avskräckande syfte, var det tänkt. Men bland Rwandas hutu-extremister, som genomsyrade alla nivåer i Rwandas administration och militär, kokade hatet mot det framförhandlade fredsavtalet som de betraktade som ett svek. Oroligheterna fortsatte därför utan att FN-styrkan på plats, på grund av sin numerära underlägsenhet, kunde göra särskilt mycket åt saken. Dess befälhavare, General Romeo Dallaire, vädjade upprepade gånger till FN om förstärkningar och varnade flera gånger för att ett systematiskt folkmord var nära förestående. Men FN, med Boutros Boutros-Ghali som generalsekreterare, ignorerade gång på gång varningarna och gjorde istället den egna bedömningen att situationen i Rwanda var tillräckligt stabil för att UNAMIR skulle kunna hantera den. 
I april 1994 tvingades president Habyarimana återigen till förhandlingar med RPF, som hotade med att återuppta striderna mot regimen om inte presidenten lovade att ta ordentliga krafttag mot de allt mer växande hutu-extremistiska krafterna i Rwanda, något han accepterade.

## Folkmordet 1994

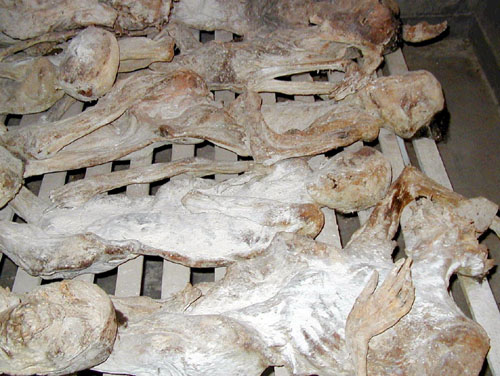
Kvarlevor efter offren för massakern vid Murambis tekniska skola i södra Rwanda.

Effekterna av det nya fredsavtalet blev emellertid verkningslösa. Den 6 april dödades president Juvénal Habyarimana då det plan han satt i sköts ned när det var på väg att landa i Rwandas huvudstad Kigali, efter att ha återvänt från förhandlingarna i Tanzania. Det är ännu oklart vem som låg bakom mordet på Habyarimana, han hade motståndare i den egna organisationen som var missnöjda med fredsförhandlingarna. Något annat som talar för att hutu-extremister bär ansvaret är faktumet att Habyarimana blev nedskjuten av en fransktillverkad raket (Frankrike sålde under den här perioden vapen till hutu-styrkorna). Trots det gav regeringen tutsirebeller skulden, och de hutunationalistiska miliserna inledde sina attacker mot tutsier och hutuer som de ansåg hade samarbetat med tutsier eller varit alltför undfallande mot RPF.
Efter mordet tog premiärministern Agathe Uwilingiyimana över makten i landet. Hon mördades dock av presidentens livvakter på morgonen den 7 april. Tio belgiska FN-soldater som eskorterade henne mördades samtidigt.
Folkmordet inleddes omedelbart efter presidentens död. Enligt officiell statistik mördades 937 000 tutsier och moderata hutuer från den 6 april till början av juli. Många av offren dödades med machetes som hutumilisen hade importerat före folkmordet.

### Det internationella samfundets reaktion

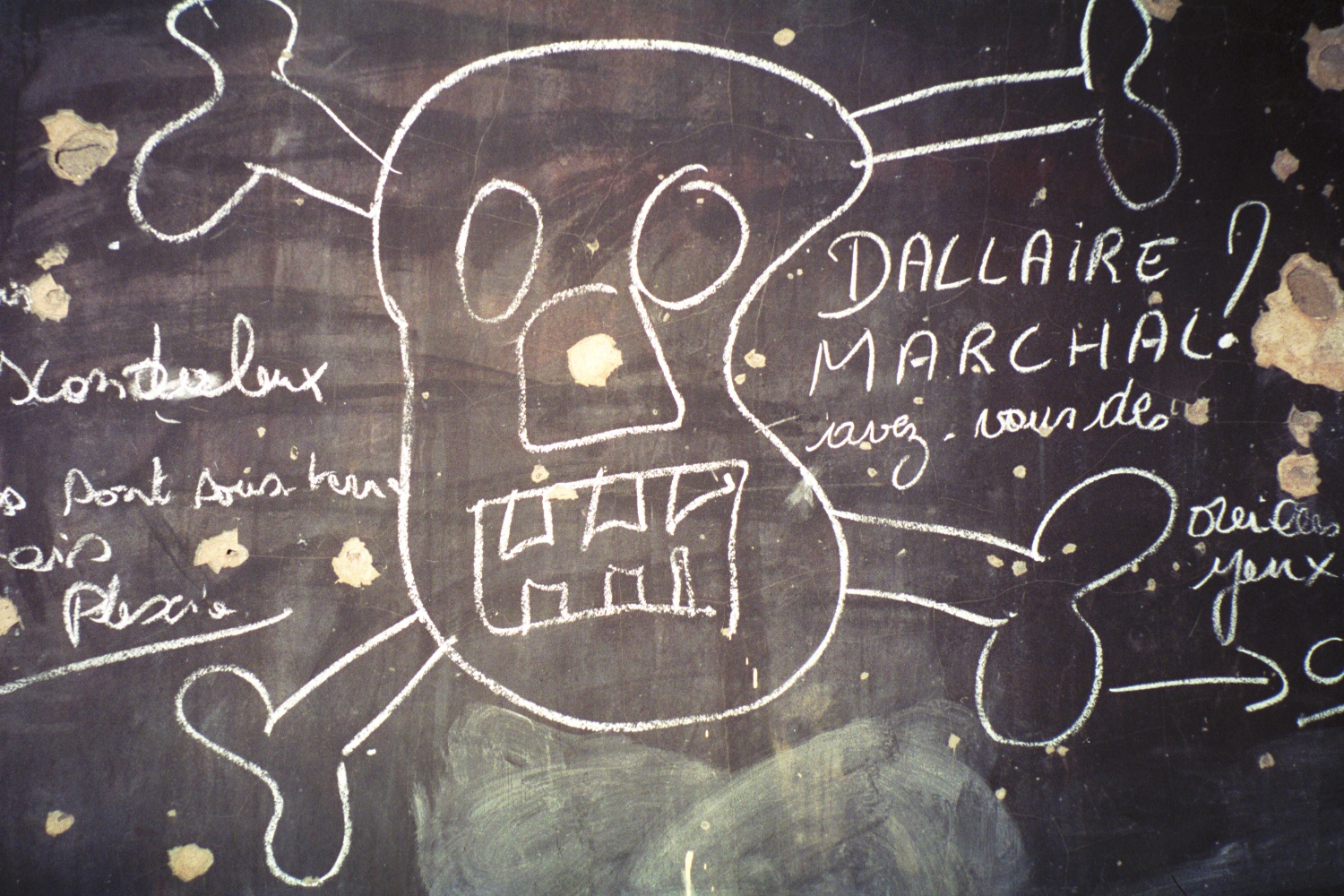
En griffeltavla i en skola i Kigali. Notera namnen "Dallaire", chef för UNAMIR, och "Marchal", chef för UNAMIR:s Kigali-sektor.

UNAMIR, United Nations Assistance Mission for Rwanda, var den av FN tillförordnade fredsstyrkan, men dåligt utrustad och med ett begränsat mandat att ingripa. UNAMIR:s befälhavare Roméo Dallaire fick kännedom om planerna på folkmord i januari 1994, och bad om tillåtelse att konfiskera vapen. Under januari, februari och mars bad han flera gånger om förstärkningar och logistiskt stöd, men FN:s säkerhetsråd avvisade det. USA hade nyligen förlorat slaget om Mogadishu i Somalia och Frankrike, Kina och Ryssland ansåg att FN inte borde involvera sig i vad som sågs som "interna rwandiska frågor". Den blivande FN-generalsekreteraren Kofi Annan skrev att "Ni får inte resa våld mot angriparna, ni får heller inte skydda offren eller lägga beslag på hutumilisens vapenförråd". Endast Rwandas före detta kolonialmakt Belgien förordade starkt Dallaires förslag, men efter att tio belgiska FN-soldater dödats den 7 april 1994 drog Belgien tillbaka samtliga sina FN-soldater från landet.
FN:s säkerhetsråd valde nu att gå motsatt väg jämfört med den ökade involvering Dallaire förordat och beslöt att dra tillbaka alla FN-soldater utom 270 från landet, och detta samtidigt som folkmordet pågick som värst. De utländska trupper som kom till landet hade enbart till uppgift att hjälpa sina egna medborgare att ta sig ut ur landet. Trots att man visste vad som pågick vägrade flera ledande länder länge att kalla det för ett folkmord, vilket enligt Ingvar Carlsson, chef för FN:s oberoende Rwanda-kommission, bidrog till att ytterligare försvaga det internationella samfundets vilja att ingripa.

### Våldtäkter
FN:s specielle rapportör för Rwanda slog fast att under konflikten 1994 var våldtäkt regel och om sexuella övergrepp inte skedde var det ett undantag. En tredjedel av alla som vittnat i Internationella Rwandatribunalen har varit utsatta för sexuellt slaveri. Mellan 250 000 och 500 000 rwandiska kvinnor och flickor våldtogs under konflikten 1994.

### RPF invaderar
RPF återupptog kriget mot Rwandas regering när folkmordet inleddes. Ledaren Paul Kagame instruerade sina styrkor i Uganda och Tanzania att invadera Rwanda, där de kämpade mot regeringsstyrkor och mot Interahamwe-milisen. Inbördeskriget pågick under två månader samtidigt som folkmordet. RPF besegrade regeringsstyrkorna och fick därmed slut på folkmordet i juli 1994.

## De kristna kyrkorna och folkmordet
Kyrkornas roll i folkmordet är komplext. Det fanns visst motstånd hos kyrkorna men det fanns också visst stöd för folkmordet och kyrkoledningarna förblev mestadels tyst under folkmordet. Det finns vittnesmål från flera områden att präster och andra kyrkoanställda deltog i det våld som uppstod. I ett fall lämnade självaste Katolska ärkebiskopen över flera nunnor och präster till en dödspatrull. När sedan Hutu regimen kollapsade så flydde de flesta av kyrkoledarna med regeringen i exil till dåvarande Zaire och de förnekar än idag att folkmordet ägt rum. Trots tystnaden från kyrkoledningarna så fanns det ändå exempel på motstånd från enskilda individer och vissa grupper, både inom katolska och protestantiska kyrkan. Ett flertal progressiva pastorer och präster stöttade arbete som gjordes av människorättsgrupper. Den katolska tidningen Kinyamateka gav uttalat stöd för reformer och motsatte sig de ökande etniska spänningarna. IWACU, ett nationellt center för kooperativ med nära anknytning till både protestantiska och katolska kyrkan organiserade samhällsutbildningsprojekt. Den katolska biskopen av Kabagayi skrev flera brev under 1992 och 1993 där han krävde politiska reformer och kritiserade sin kyrka för dess inaktion. Det är uppenbart att kyrkorna misslyckades med att förhindra folkmordet. Medan de aldrig öppet stödde folkmordet så hjälpte kyrkorna med att skapa och förvalta det auktoritära och splittrande samhälle som gjorde folkmordet möjligt. Kyrkorna hade nära kopplingar till staten och det gjorde dem till nära partners som blev involverade i regeringspolicys. Därmed kunde människor gå ut och döda sina kristna kamrater på kyrkans makt och de  ansåg att deras agerande gick ihop meed kyrkans lära. Komplexiteten av kyrkan i folkmordet kan ses som ett misslyckande inte bara för kristendom i Rwanda, utan som ett misslyckande för hela kristendomen och hur den etablerat sig i Afrika. 

## Efter folkmordet

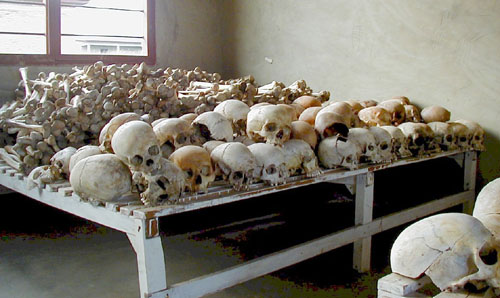
Bevismaterial. Bild tagen i en skolbyggnad i Rwanda år 2001.

När RPF hade besegrat regeringsstyrkorna och hutumilisen flydde omkring två miljoner hutuer till Burundi, Tanzania, Uganda och Zaire (nuvarande Kongo-Kinshasa). De stora flyktingströmmarna destabiliserade den regionala maktbalansen, vilket har lett till två omfattande krig i regionen. Hutumilisen är fortfarande verksam i östra Kongo. RPF-ledaren Paul Kagame är nu Rwandas president. 

### Det rättsliga efterspelet
Den 8 november 1994 antog FN:s säkerhetsråd en resolution om att skapa en internationell tribunal för att ställa de ansvariga för folkmordet inför rätta. Internationella Rwandatribunalen, ICTR (International Crime Tribunal for Rwanda) har sitt säte i Arusha, Tanzania och den avkunnade sina första domar 1998. I januari 2009 hade tribunalen dömt 36 personer. 29 domar hade vunnit laga kraft. Sju var överklagade. Fem personer hade blivit frikända. 
Bland de dömda fanns 2009:
- Georges Rutaganda, andre vice ordförande i Interahamwe, dömd till livstids fängelse för folkmord och brott mot mänskligheten.
- Théoneste Bagosora, överste inom den rwandiska armén som pekats ut som hjärnan bakom folkmordet, dömd till 35 års fängelse för bland annat brott mot mänskligheten och anstiftan till folkmord.
- Augustin Bizimungu, General och överbefälhavare för huturegimens armé under folkmordet, dömd till 30 års fängelse för bland annat folkmord och brott mot mänskligheten.
- Jean Kambanda, premiärminister, dömd på sex punkter till livstids fängelse.
- Aloys Simba, överstelöjtnant, dömd till 25 års fängelse för folkmord och brott mot mänskligheten.
- Georges Ruggiu, journalist vid RTLM, dömd till 12 års fängelse för brott mot mänskligheten och uppvigling till folkmord.

Tribunalen stängdes den 31 December 2015.
Åren efter folkmordet fängslades 120 000 misstänkta och även om majoriteten av dem släpptes  sedan de erkänt delaktighet i folkmordet satt år 2009 fortfarande 50 000 personer i fängelse, misstänkta för att ha deltagit i folkmordet. Cirka 7 000 hade då ställts inför rätta, 200 dödsdomar hade meddelats och 28 personer hade avrättats.
En majoritet av förövarna har inte lagförts inom ramen för det officiella rättssystemet. Många har erkänt sina brott i särskilda byadomstolar som kallas gacacas. I byarna har överlevare efter stöd och uppmuntran från statliga myndigheter försökt försonas med förövarna så att de kan leva tillsammans i samma by. Detta gäller till största delen lägre rankade soldater snarare än högre befälhavare, som snarare har dömts i FN:s Rwandatribunal.
År 2013 pekades Stanislas Mbanenande, som tillhör den rwandiska majoritetsgruppen hutu men har svenskt medborgarskap, ut av vittnen. Enligt åklagare och vittnen skall han under 1994 ha haft en ledande roll i folkmordet men även för att själv personligen ha deltagit i mördandet och blev därmed den förste att dömas i Sverige för detta brott.
År 2017 fastställde Svea hovrätt folkmordsdomen för Claver Berinkindi, som fått svenskt medborgarskap år 2012, för deltagande i fem massakrer under 18 april och 31 maj 1994 i Nyamure-bergen. Båda dömdes till livstids fängelse.
Den 25 maj 2023 greps i Paarl, Sydafrika en av de mest eftersökta för folkmordet, den Rwandiske polischefen Fulgence Kayishema, som anses skyldig till mord på ca 2000 tutsier.  

### Bistånd
Sverige påbörjade 1997 ett utvecklingssamarbete med Rwanda. Sverige har bland annat bidragit till minnescentret Kigali Genocide Memorial i Gisozi  i Kigali över folkmordet.